# رالف تالبوت
رالف تالبوت (بالإنجليزية: Ralph Talbot)‏ هو ضابط أمريكي، ولد في 6 يناير 1897 في ويماوث في الولايات المتحدة، وتوفي في 25 أكتوبر 1918 في فرنسا.